# 175563 Amyrose
175563 Amyrose este un asteroid din centura principală de asteroizi.

## Descriere
175563 Amyrose este un asteroid din centura principală de asteroizi. A fost descoperit pe 30 septembrie 2006 la Apache Point de Andrew C. Becker. Asteroidul prezintă o orbită caracterizată de o semiaxă mare de 2,69 ua, o excentricitate de 0,16 și o înclinație de 15,6° în raport cu ecliptica.